# 雅尔丁
雅尔丁是巴西塞阿拉州的一个市镇。总面积457.034平方公里，总人口27670人，人口密度60.5人/平方公里。